# Ватерман, Бой
Бой Ватерман (нидерл. Boy Waterman; род. 24 января 1984[…], Лелистад) — нидерландский футболист, игравший на позиции вратаря.

## Клубная карьера
Ватерман — воспитанник амстердамского «Аякса». В 2001 году он перешёл в «Херенвен», за который дебютировал в Эредивизи в 2004 году. Бой так и не смог выиграть конкуренцию за место основного вратаря и через три года покинул команду. В 2007 году его новым клубом АЗ, за который он вначале выступал на правах аренды. Ватерман дебютировал на международной арене в матче Лиги Европы против турецкого «Фенербахче».
В августе Бой должен был на правах аренды перейти в норвежский «Викинг», но из-за травмы паха трансфер не состоялся. Два сезона он Ватерман провёл, выступая за АДО Ден Хааг и «Де Графсхап» на правах аренды. В 2011 году он перешёл в немецкую «Алеманию». 16 июля в матче против «Эрцгебирге Ауэ» Бой дебютировал во Второй Бундеслиге. По окончании сезона Ватерман получил статус свободного агента и вернулся на родину, подписав контракт с ПСВ. 24 сентября в матче против «Фейеноорда» он дебютировал за новую команду. Бой начал сезон как сменщик Пшемыслава Тытоня, но вскоре тренер клуба Дик Адвокат сделал его основным голкипером. В составе ПСВ Втерман выиграл Суперкубок Нидерландов.
Летом 2013 года Бой перешёл в турецкий «Карабюкспор». 17 августа в матче против «Касымпаши» он дебютировал в турецкой Суперлиге.
Летом 2022 года вернулся в ПСВ, подписав с клубом контракт на один сезон.

## Международная карьера
В 2007 году Бой в составе молодёжной национальной команды выиграл домашний молодёжный чемпионат Европы. На турнире он сыграл в первом матче против сборной Израиля, во втором поединке против Португалии Ватерман получил травму спины и был заменён на Кеннета Вермера. Бой вернулся в строй в поединке против Англии и помог своей команде в серии пенальти, отразив несколько ударов и забив один гол.

## Достижения
Командные
ПСВ
- Чемпион Нидерландов: 2023/24
- Обладатель Суперкубка Нидерландов (2): 2012, 2022, 2023

АПОЭЛ
- Чемпионат Кипра по футболу (4): 2015/16, 2016/17, 2017/18, 2018/19

Международная
Нидерланды (до 23)
- Чемпионат Европы по футболу среди молодёжных команд — 2007